# Carl Hedin
Carl Joakim Magnus Hedin, född 22 juni 1991, är en svensk dressyrryttare och ridsportsprofil. Han var sommarvärd 2022.
Carl Hedin har tagit bronsmedalj på lag-SM för ponny 2006 samt varit på landslagsnivå som junior, young rider samt U25. 